# 莱蒙蒂勒
莱蒙蒂勒（法語：Les Montils，法語發音：[le mɔ̃til]）是法国卢瓦-谢尔省的一个市镇，位于该省中部偏西南，卢瓦尔河左岸，属于布卢瓦区。

## 地理
莱蒙蒂勒（47°29'43"N, 1°17'49"E）面积9.27 平方千米，位于法国中央-卢瓦尔河谷大区卢瓦-谢尔省，该省份为法国中北部省份，北起厄尔-卢瓦省，东北接卢瓦雷省，东南接谢尔省，南至安德尔省，西南接安德尔-卢瓦尔省，西北接萨尔特省。
与莱蒙蒂勒接壤的市镇（或旧市镇、城区）包括：沙耶、伯夫龙河畔康代、比耶夫尔河畔蒙图、瑟尔、瓦莱尔、索洛涅地区勒孔特鲁瓦。

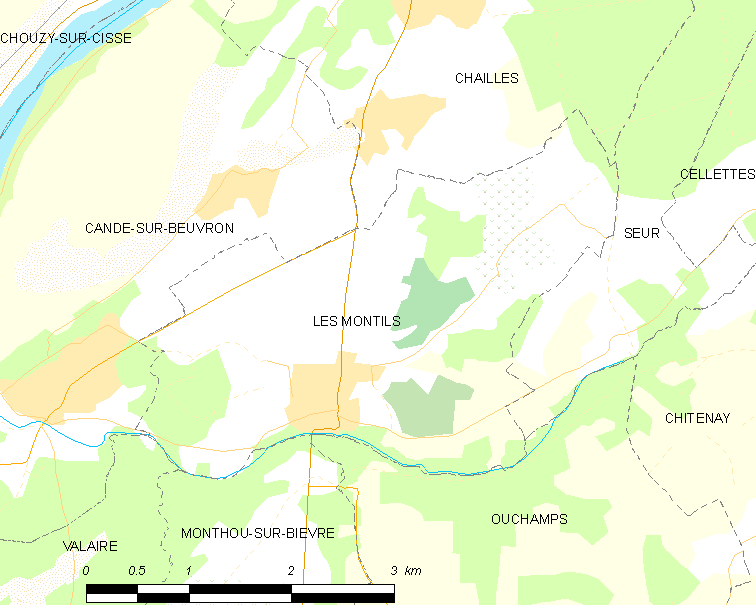
莱蒙蒂勒的OSM定位图

莱蒙蒂勒的时区为UTC+01:00、UTC+02:00（夏令时）。

## 行政
莱蒙蒂勒的邮政编码为41120，INSEE市镇编码为41147。

## 政治
莱蒙蒂勒所属的省级选区为布卢瓦第三县。

## 人口

1962-2008年间莱蒙蒂勒人口变化图示

莱蒙蒂勒于2022年1月1日时的人口数量为1925人。